# Nowoje Sdobnikowo
Nowoje Sdobnikowo (ros. Новое Сдобниково) – wieś (ros. село, trb. sieło) w zachodniej Rosji, w sielsowiecie bolszeżyrowskim rejonu fatieżskiego w obwodzie kurskim.

## Geografia
Miejscowość położona jest nad ruczajem Griaznaja Rudka (prawy dopływ Rudy w dorzeczu Usoży), 17 km od centrum administracyjnego sielsowietu (Bolszoje Żyrowo), 22,5 km na południowy zachód od centrum administracyjnego rejonu (Fatież), 34,5 km na północny zachód od Kurska, 16,5 km od drogi magistralnej (federalnego znaczenia) M2 «Krym» (część trasy europejskiej E105).
We wsi znajdują się 33 posesje.
Klimat
Miejscowość, jak i cały rejon, znajduje się w strefie klimatu kontynentalnego z łagodnym ciepłym latem i równomiernie rozłożonymi opadami rocznymi (Dfb w klasyfikacji klimatów Köppena).

## Demografia
W 2010 r. wieś zamieszkiwało 31 osób.